# ФК Слијема вондерерси
ФК Слијема вондерерси је малтешки фудбалски клуб из Слијеме и тренутно игра у Премијер лиги Малте.

## Успеси клуба
- Премијер лига Малте

Првак (26) : 1919/20, 1922/23, 1923/24, 1925/26, 1929/30, 1932/33, 1933/34, 1935/36, 1937/38, 1938/39, 1939/40, 1948/49, 1953/54, 1955/56, 1956/57, 1963/64, 1964/65, 1965/66, 1970/71, 1971/72, 1975/76, 1988/89, 1995/96, 2002/03, 2003/04, 2004/05.
- Прва дивизија Малте (II)

Првак (1) : 1983/84.
- Куп Малте

Освајач (22) : 1935, 1936, 1937, 1940, 1946, 1948, 1951, 1952, 1956, 1959, 1963, 1965, 1968, 1969, 1974, 1979, 1990, 2000, 2004, 2009, 2016, 2024.
- Суперкуп Малте

Освајач (3) : 1996, 2000, 2009.